# Aitkin, Minnesota
Aitkin là một thành phố thuộc quận Aitkin, tiểu bang Minnesota, Hoa Kỳ. Năm 2010, dân số của thành phố này là 2165 người.

## Dân số
- Dân số năm 2000: 1984 người.
- Dân số năm 2010: 2165 người.